# 粟津則雄
粟津 則雄（あわづ のりお、1927年（昭和2年）8月15日 - 2024年（令和6年）4月19日）は、日本の文芸評論家、フランス文学者、美術評論家、詩人、翻訳家。日本芸術院会員。「歴程」同人。法政大学名誉教授。

## 経歴
1927年、愛知県西尾市生まれ。京都府立第一中学校、第三高等学校で学び、卒業した。1948年、東京帝国大学文学部仏文科に入学。1952年に東京大学を卒業し、その後はフランス文学の翻訳、美術評論等を多く手掛けた。
1964年に法政大学経済学部助教授となり、後に教授昇格。1997年に法政大学を定年退職して名誉教授となった。草野心平と1960年代に出会って以降、生涯にわたって交友が深く、後にいわき市立草野心平記念文学館長を務めた。日本芸術院会員に選出されている。
小林秀雄とアルチュール・ランボーに影響を受け、フランスの詩、美術、音楽について多数の評論活動を行い、正岡子規など多くの近代日本の文学・美術論も著した。創作活動では「歴程」同人。2014年に収集した美術品約100点が練馬区立美術館に一括寄贈され、2016年には「粟津則雄コレクション展 “思考する眼”の向こうに」が開かれた。
2024年4月19日、心筋梗塞のため、東京都練馬区の施設で死去。96歳没。

## 受賞・栄典
- 1970年：『詩人たち』、『詩の空間』で藤村記念歴程賞を受賞。
- 1982年：『正岡子規』により亀井勝一郎賞を受賞[1]。
- 1993年：紫綬褒章を受章[1]。
- 1999年：勲三等瑞宝章を受章[5]。
- 2010年：『粟津則雄著作集』に対して鮎川信夫賞特別賞を受賞[1]。
- 2010年：日本芸術院賞・恩賜賞を受賞[5]。

## 著作

### 著書
- 『ルドン 生と死の幻想』（美術出版社、美術選書） 1966
- 『詩の空間 粟津則雄文学論集 1957-1966』（思潮社） 1969
- 『詩人たち 粟津則雄文学論集 1966-1967』（思潮社） 1969
- 『思考する眼 画家とことば』（美術出版社、美術選書） 1969
- 『詩の意味 粟津則雄文学論集 1967-1969』（思潮社） 1970
- 『近代芸術の意味』（未來社） 1970
- 『表現の場』（冬樹社） 1972
- 『現代詩史』（思潮社） 1972
- 『解体と表現 現代文学論』（筑摩書房） 1972
- 『詩の行為』（思潮社） 1973
- 『アルテュール・ランボオ』（日本放送出版協会、NHKブックス） 1973
- 『出会いの旋律 音楽論集』（芸術生活社） 1974
- 『憂鬱なる旅行者』（立風書房） 1975
- 『ランボオとボードレール』（第三文明社、レグルス文庫） 1975
- 『音楽の魔』（音楽之友社） 1976
- 『大岡・中原・富永』（第三文明社） 1976
- 『孤立と共鳴 近代画家論』（読売新聞社） 1977
- 『ゴッホの旅』（平凡社カラー新書） 1977、増補版『ゴッホ紀行』（平凡社） 1984
- 『主題と構造 武田泰淳と戦後文学』（集英社） 1977
- 『思考のアラベスク』（第三文明社） 1977
- 『少年ランボオ』（思潮社） 1977
- 『絵とかたち わが現代芸術家論』（新潮社） 1977、講談社学術文庫 1985
- 『西欧への問い』（朝日新聞社） 1978
- 『文体の発見 本居宣長から中島敦まで』（青土社） 1978
- 『ランボオの生成』（思潮社） 1979
- 『詩歌のたのしみ』（角川書店） 1979
- 『文学の内面』（立風書房） 1980
- 『ヨハネの微笑 近代芸術断想』（小沢書店） 1980
- 『音楽の風景』（共同通信社） 1980
- 『萩原朔太郎論』（思潮社） 1980
- 『現代詩史 戦後現代詩史・戦後詩人論』（思潮社） 1980
- 『暗い眼 情景集』（青土社） 1980
- 『小林秀雄論』（中央公論社） 1981
- 『正岡子規』（朝日新聞社、朝日評伝選） 1982 / 改訂 講談社文芸文庫 1995
- 『書物との対話』（青土社） 1982
- 『音楽の表情』（共同通信社） 1982
- 『日常と記憶』（彌生書房） 1983
- 『音楽のたのしみ』（青土社） 1983、新版 2012
- 『オディロン・ルドン 神秘と象徴』（美術出版社） 1984
- 『影の女』（福武書店） 1984
- 『美の近代』（岩波新書） 1986
- 『音楽と文学との対話』（音楽之友社、音楽選書） 1986
- 『眼とかたち』（未來社） 1988
- 『ダンテ地獄篇精読』（筑摩書房） 1988
- 『日本洋画22人の闘い』（新潮選書） 1988
- 『聖性の絵画』（日本文芸社） 1989
- 『幻視と造形』（未來社） 1991
- 『ヨーロッパ美術紀行』（筑摩書房） 1992
- 『自画像は語る』（新潮社） 1993
- 『精神の対位法』（日本文芸社） 1994
- 『世紀末文化私観』（新潮社） 1994
- 『雪のなかのアダージョ』（新潮社） 1998
- 『日本美術の光と影』（生活の友社） 1998
- 『音楽との対話』（音楽之友社） 1999
- 『自画像の魅力と謎 自己を見つめた11人の画家たち』（日本放送出版協会、NHKライブラリー） 2001
- 『あなたへの手紙』（思潮社） 2002
- 『沈黙に向きあう』（青土社） 2005
- 『日本人のことば』（集英社新書） 2007
- 『ことばと精神 - 粟津則雄講演集』（未來社） 2009
- 『私の空想美術館』（生活の友社） 2010
- 『見者ランボー』（思潮社） 2010
- 『畏怖について など』（思潮社） 2012
- 『美との対話 私の空想美術館』（生活の友社） 2014
- 『ピカソ 二十世紀美術断想』（生活の友社） 2016
- 『西行覚書』（思潮社） 2016

著作集
- 「粟津則雄著作集」（思潮社、第1期7巻まで） 2006 - 2009、（第2期） 2014 - 2016

1. 『詩人論』
2. 『絵画論』
3. 『美術論』
4. 『作家論』
5. 『文学論』
6. 『音楽論』
7. 『芸術論』
8. 『文学論 Ⅱ』
9. 『作家論 Ⅱ』
10. 『美術論 Ⅱ』
11. 『小説・随筆』

### 編著・共著
- 『ランボオの世界』（青土社） 1972
- 『ルドン』（新潮美術文庫36：新潮社） 1975
- 『ピカソ』（新潮美術文庫42：新潮社） 1975
- 『草野心平集』（彌生書房、現代の随想20） 1983
- 『筆まかせ抄』（正岡子規、岩波文庫） 1985
- 『粟津則雄が語る20世紀の素敵な演奏家たち』河野保雄との対談（芸術現代社）2007
- 『安東次男全詩全句集』（中村稔共編、思潮社） 2008
- 『ことばへの凝視 粟津則雄対談集』（未來社、転換期を読む） 2013

### 翻訳
- 『ファン・ゴッホ書簡全集』全3巻（二見史郎・宇佐見英治・島本融共訳、みすず書房） 1963（限定版）
  - 改訂版『ファン・ゴッホ書簡全集』全6巻（同上、みすず書房） 1969-1970、新版 1984
- 『わが父ルノワール』（ジャン・ルノワール、みすず書房） 1964
  - 復刊 2008ほか
- 『ボードレール詩集』（みすず書房） 1966、新版1998
- 『テスト氏 / 未完の物語』（ポール・ヴァレリー、現代思潮社） 1967、新版1980 / 福武文庫 1990
- 『ヴァイオリンは語る』（ジャック・ティボー、白水社） 1969 / 白水Uブックス 1992
- 『ヴァン・ゴッホ』（アントナン・アルトー、新潮社） 1971 / 改訳 筑摩叢書 1986、ちくま学芸文庫 1997
- 『神経の秤 / 冥府の臍』（アントナン・アルトー、清水徹共編訳、現代思潮社） 1971、新版 1993、オンデマンド版 2007
- 『ランボーの生涯』（アンリ・マタラッソーマ / ピエール・プティフィス共著、渋沢孝輔共訳、筑摩叢書） 1972
- 『アンドレ・マッソン版画作品集』（ロジェ・パスロン編、美術出版社） 1974
- 『素晴しき時の震え』（ガエタン・ピコン、叢書 創造の小径：新潮社） 1975
- 『想像力の散歩』（ジャック・プレヴェール、叢書 創造の小径：新潮社） 1977
- 『アントニー・クラーヴェ版画作品集』（ロジェ・パスロン、美術出版社） 1979
- 『ことばとイメージ 詩画集』（ムンク、美術公論社） 1992
- 『ボードレール詩集』（思潮社、海外詩文庫） 1993
- 『シュルレアリスムと絵画』（アンドレ・ブルトン、瀧口修造監修、巌谷國士, 大岡信, 宮川淳, 松浦寿輝共訳、人文書院） 1997
- 『ぼくはエクセントリックじゃない グレン・グールド対話集』（音楽之友社） 2001
- 『間接的言語と沈黙の声』（メルロー＝ポンティ・コレクション：みすず書房、朝比奈誼, 佐々木宗雄, 木田元共訳） 2002
- 『ジャコメッティとの最後の会話　ある芸術家の精神的遺言』（ジャン・クレイ、球形工房） 2021。小著

モーリス・ブランショ
- 『文学空間』(出口裕弘共訳、現代思潮社) 1962、新版 1977 / 現代思潮新社 2020
- 『カフカ論』(筑摩書房、筑摩叢書) 1968、増補版 1977、復刊 1984
- 『来るべき書物』（現代思潮社） 1968 / 改訳 筑摩書房 1989、復刊 2006 / ちくま学芸文庫 2013
- 『マラルメ論』(清水徹共訳、筑摩叢書) 1977、復刊 1984
- 『カミュ論』(筑摩叢書) 1978、復刊 1986
- 『踏みはずし』(筑摩書房) 1987

アルチュール・ランボー
- 『ランボオ全作品集』（思潮社） 1965
- 『ランボオ詩集』（思潮社） 1966
- 『ランボオ全詩』（思潮社） 1988、新版 1995
- 『地獄の季節 ランボオ詩集』（集英社文庫） 1992、作家論：村上龍

### 連載中
- 私の空想美術館 月刊「美術の窓」、生活の友社

### 論文
- <粟津則雄